# Том Томсон
Томас Джон Томсон, відомий як Том Томсон (5 серпня 1877 в Клермонті, Онтаріо — 8 липня 1917) — канадський художник, пейзажист. Часто малював пейзажі в провінційному парку Алґонкін.
Загинув за загадкових обставин на озері Кану-Лейк у провінційному парку Алґонкін. Пов'язаний із Групою Сімох, хоча формально не був членом, оскільки помер до її оформлення.

## Життєпис
Том Томсон народився в шотландській родині, шостим з десятьох дітей. Він виріс на фермі в Лейт поблизу Овен-Саунда. Він навчився грати на різних інструментах, а також малювати. Пізніше вступив до Канадського бізнес-коледжу в Четем-Кенті (його ім'я є в списку слухачів 1902 року) і відвідував бізнес-коледж Acme в Сіетлі, яким керували його найстарший брат Джордж і його друг, Ф. Л. Макларен (у 1903 р.). У Сіетлі Томсон влаштувався гравером на фірму ужиткового мистецтва; це була його перша робота. Він хотів назавжди оселитися в Сіетлі, але невдалі плани одружитися з письменницею Еліс Елінор Ламберт змусили його передумати і повернутися до Канади, вирішивши стати художником. У 1906 р. він записався на вечірні мистецькі курси в Центральній школі мистецтв та дизайну в Онтаріо в Торонто. У 1909 році він приєднався до компанії прикладних мистецтв Grip Limited, а в 1912 році перейшов до Rous and Mann Press Limited. Він уже зробив свої перші ескізи, намальовані в лісі в провінційному парку Алґонкін, який він відвідав роком раніше. У Rous and Mann, а потім у Клубі мистецтв та літератури в Торонто Томсон познайомився з членами майбутньої Групи Сімох. У Будинку студії він працював у художній майстерні спільно з А. Я. Джексоном та Франкліном Кармайклом .
Художні концепції Томпсона мали важливий вплив на творчість живописців Групи Сімох. Сам Томсон не зміг стати членом цієї групи. Він потонув влітку 8 липня 1917, пливучи човном на озері Кану-Лейк. Хоча його смерть дала привід для багатьох припущень про те, як саме він помер за загадкових обставин (припущення про самогубство, вбивство), жоден з цих здогадів не знайшов підтвердження. Після нього залишилося близько 50 полотен і понад 300 ескізів. Передчасна смерть зробила його символом канадського живопису, унікальний стиль якого саме формувався.

## Творчість

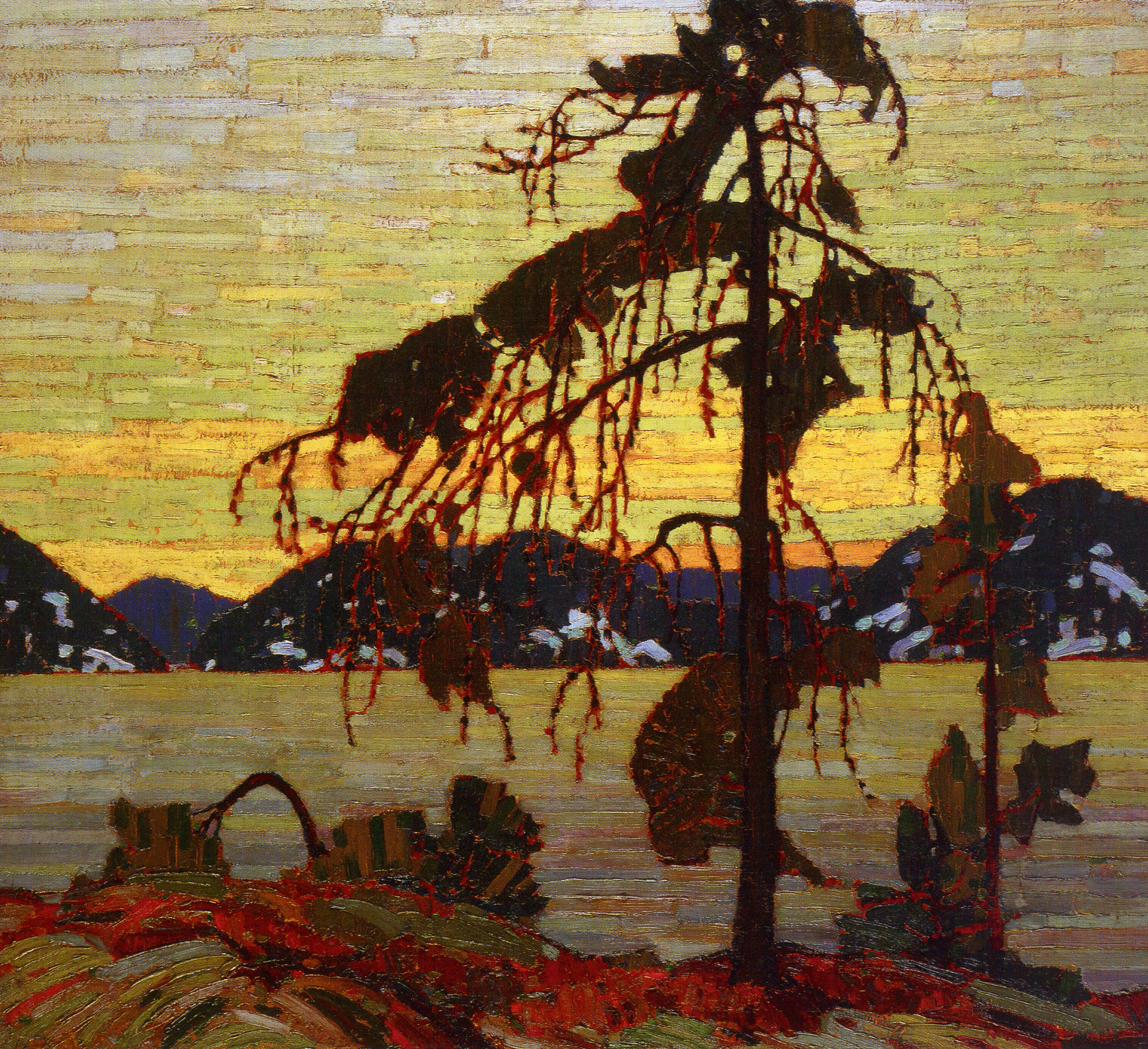
Важлива робота художника, Сосна Банкса, 1916, Національна галерея Канади

Томсон почав малювати в 1911 р., а в 1913 р. (за підтримки доктора Джеймса МакКаллума) став професійним художником. У 1911 році він вперше відвідав провінційний парк Алґонкін. Він працював там, малюючи переважно ескізи навесні чи влітку, тоді як взимку, у Торонто, малював за літніми ескізами картини.
Наприкінці 1915 року його пейзажний живопис став більше спиратись на його образну уяву. Художник часто шукав якісь природні мотиви, що відповідали його вже існуючим уявленням, або писав пейзажі з пам'яті у своїй майстерні в Торонто. Прикладом його досвіду в цьому контексті є картина Сосна Банкса (Jack Pine) 1916—1917 рр., на якій зображене дерево зі стилізованими гілками на фоні виразних пласких поверхонь з характерними кольорами. Багато ескізів і намальованих слідом викінчених картин Томсона зберігаються у Національній галереї Канади (River Mouth: Sketch for Spring Ice, 1915; Spring Ice, Winter 1915—1916) .
Пейзажний живопис Тома Томсона дав виразний образ північного Онтаріо. Його мистецтво відображало типово канадські мотиви, що сприяло розвитку канадської національної самосвідомості.

## Виноски
1. 1 2  SNAC — 2010.
2. 1 2  Find a Grave — 1996.
3. 1 2 3  Artnet — 1998.
4. 1 2  Bibliothèque nationale de France BNF: платформа відкритих даних — 2011.
5. ↑  https://www.gallery.ca/collection/artwork/the-jack-pine
6. 1 2  Tom Thomson (англ.). Архів оригіналу за 21 листопада 2013. Процитовано 22 листопада 2020.
7. 1 2 3 4 5  Collections. Tom Thomson (англ.).
8. ↑  Gregory Klages, "The Many Deaths of Tom Thomson, " Archival Narratives for Canada: Re-telling Stories In A Changing Landscape, Blackpoint, NS: Fernwood Press, 2011, pp. 274—297.